# Občina Sveti Andraž v Slovenskih goricah
Občina Sveti Andraž v Slovenskih goricah (slovinsky Občina Sveti Andraž v Slovenskih goricah, německy Gemeinde Sankt Andrä in den Windischen Büheln) je jednou z 212 občin ve Slovinsku. Nachází se v Podrávském regionu na území historického Dolního Štýrska. Občinu tvoří 7 sídel, její rozloha je 15,6 km² a k 1. lednu 2017 zde žilo 1 143 obyvatel. Správním střediskem občiny je vesnice Vitomarci.

## Členění občiny
Občina se dělí na sídla:
- Drbetinci
- Gibina
- Hvaletinci
- Novinci
- Rjavci
- Slavšina
- Vitomarci